# Vilim II. od Ahaje
Vilim II. od Ahaje (grč. Γουλιέλμος Β΄ Βιλλεαρδουίνος), znan i kao Vilim od Villehardouina (fra. Guillaume de Villehardouin), bio je grčki plemić francuskog porijekla te knez (ili princ) Ahaje (1246. – 1278.). Vladao je svojom kneževinom u doba kad je ona bila na vrhuncu moći i bogatstva u Grčkoj. Bio je jedan od najbogatijih grčkih plemića te je znao i francuski i grčki jezik. Bio je i trubadur.
Bio je sin princa Gotfrida I. od Villehardouina (Geoffroi Ier de Villehardouin) i njegove supruge, gospe Elizabete (Élisabeth), te je imao sestru Alisu (Alix). Naslijedio je svoga brata, princa Gotfrida II. od Villehardouina (umro poslije 6. svibnja 1246.).
1239. god. Vilim je oženio kćer Narjota III. od Toucyja i njegove prve žene.
Kao princ, Vilim II. je osvojio ostatak poluotoka Peloponeza (Morea) te je dao sagraditi tvrđavu Mistras kod Sparte. 1249. je osvojio Monemvasiju (Μονεμβασία) te se pridružio kralju Francuske, Luju IX. Svetom, koji mu je dao dozvolu za kovanje novčića u stilu francuskog kraljevskog novca.
Vilimova je druga supruga bila Talijanka, Carintana dalle Carceri, koja je umrla 1255. godine. 1259. je Vilim oženio Anu Komnenu Duku, stvorivši savez s Epirskom Despotovinom. Njihove su kćeri bile Izabela i Margareta od Villehardouina.